# Статьи «чудесного года»

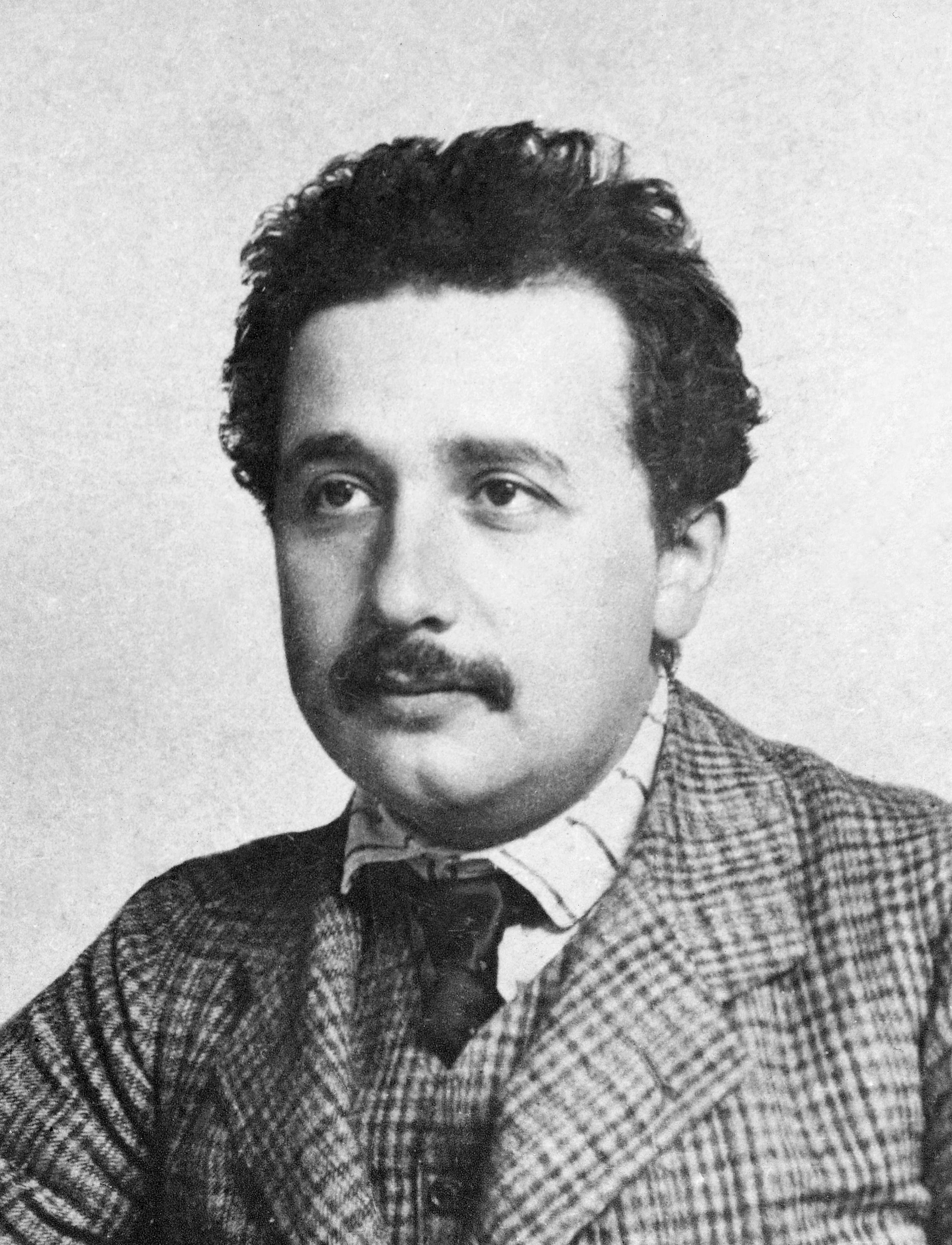
Эйнштейн в 1904 или 1905 году, примерно в то время, когда он написал статьи annus mirabilis.

Статьи annus mirabilis (от латинского annus mīrābilis — «чудесный год») — четыре статьи 1905 года, опубликованные Альбертом Эйнштейном в научном журнале Annalen der Physik («Анналы физики»). Эти четыре статьи стали крупным вкладом в фундамент современной физики, произведя революцию в научном понимании фундаментальных понятий пространства, времени, массы и энергии. Поскольку Эйнштейн опубликовал эти замечательные статьи в течение одного года, 1905 год называется annus mirabilis Эйнштейна.
1. Первая статья объяснила фотоэффект, установив энергию квантов света. {\displaystyle E=hf}. В 1921 году за эту работу Эйнштейн получил Нобелевскую премию по физике[1].
2. Вторая статья объяснила броуновское движение, установив соотношение Эйнштейна {\displaystyle D=\mu \,k_{\text{B}}T} и заставила сопротивляющихся физиков признать существование атомов.
3. Третья статья представила специальную теорию относительности Эйнштейна, которая установила универсальную постоянную скорость света {\displaystyle c} для всех систем отсчета и теории пространства-времени.
4. Четвёртая статья, следствие специальной теории относительности, развила принцип эквивалентности массы и энергии, выраженный в знаменитом уравнении {\displaystyle E=mc^{2}} и что привело к открытию и использованию атомной энергии.

Эти четыре статьи вместе с квантовой механикой и более поздней общей теорией относительности Эйнштейна составляют основу современной физики.

## История

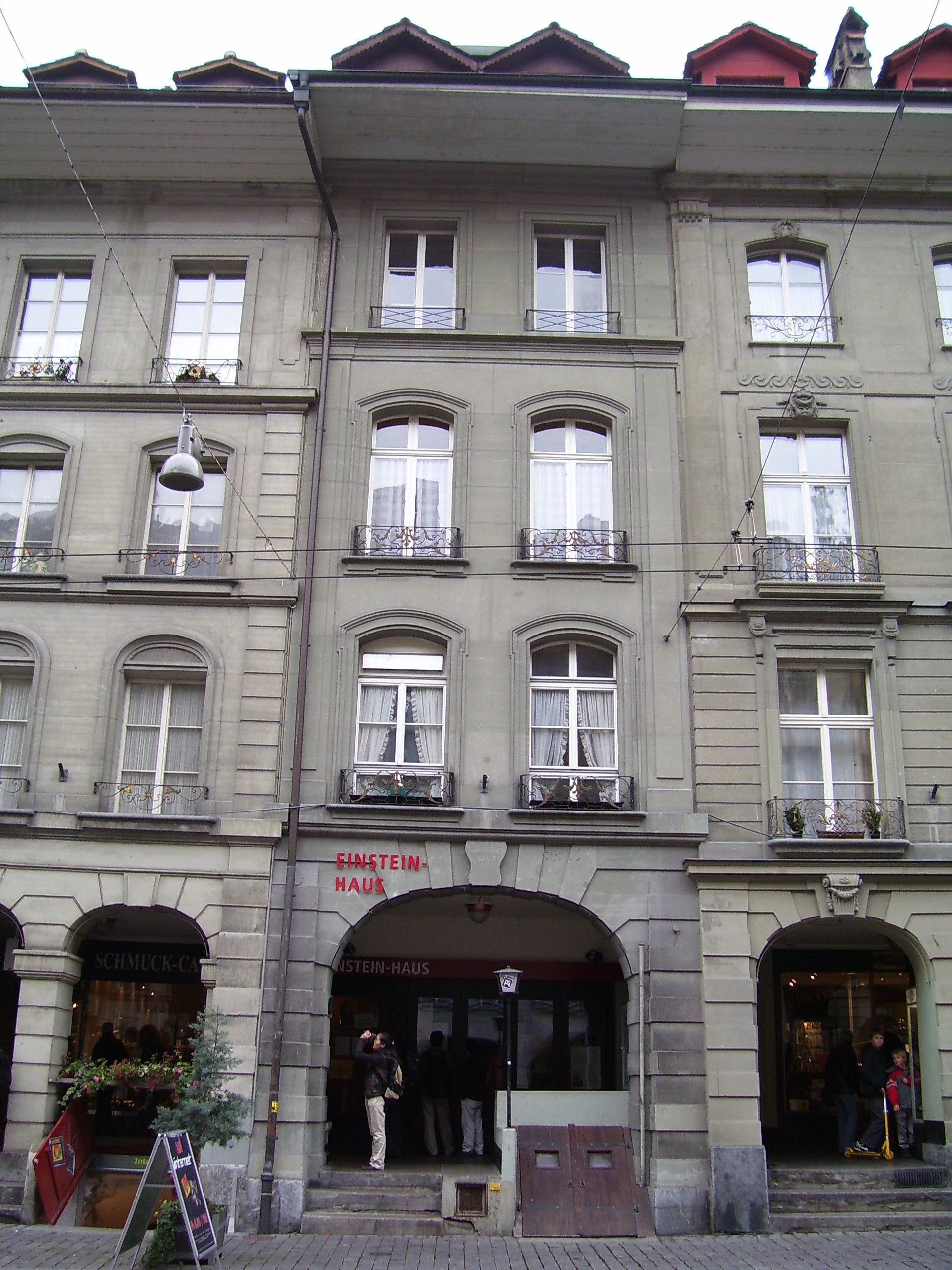
Дом Эйнштейна на Крамгассе в Берне, резиденция Эйнштейна в то время. Большинство статей было написано в его квартире на первом этаже.

На момент написания статей у Эйнштейна не было свободного доступа к полному набору научных справочных материалов, хотя он регулярно читал и публиковал обзоры в журнале «Анналы физики» (нем. Annalen der Physik). Кроме того, научных коллег, способных обсудить его теории, было мало. Он работал экспертом в Патентном бюро в Берне, Швейцария, и тесно сотрудничал со своим сослуживцем Мишелем Бессо, впоследствии Эйнштейн отмечал его поддержку в работе над статьями. Группа друзей, называвшая себя Академия Олимпия, собиралась для обсуждения книг по физике и философии, в их числе Морис Соловин,Конрад Хабихт, Милева Марич.
Благодаря этим работам Эйнштейн решил некоторые из наиболее важных вопросов и проблем физики той эпохи. В 1900 году лорд Кельвин в лекции под названием «Облака девятнадцатого века над динамической теорией тепла и света» предположил, что у физики нет удовлетворительных объяснений ни результатов эксперимента Майкельсона-Морли, ни излучения черного тела. Специальная теория относительности Эйнштейна объяснила результаты экспериментов Майкельсона-Морли. Объяснение Эйнштейном фотоэлектрического эффекта расширило квантовую теорию, которую Макс Планк развил в своем успешном объяснении излучения чёрного тела.
Несмотря на известность работы по специальной теории относительности, именно работа по фотоэлектрическому эффекту принесла Эйнштейну Нобелевскую премию 1921 года, причём экспериментальное подтверждение специальной теории относительности было получено намного позже в экспериментах по замедлению времени Айвза и Стилуэлла (1938 и 1941) и Росси и Холла (1941).

## Статьи

### Фотоэлектрический эффект
В статье «Über einen die Erzeugung und Verwandlung des Lichtes betreffenden heuristischen Gesichtspunkt» («Об эвристической точке зрения на производство и преобразование света»), опубликованной 9 июня 1905 года, Эйнштейном была предложена идея квантов энергии. Предшественниками были:
- Макс Планк с законом излучения чёрного тела
- Вильгельм Вин с законом смещения Вина, за несколько лет до Планка.

Эйнштейн предположил, что световая энергия может поглощаться или излучаться только в дискретных количествах, называемых квантами.

Energy, during the propagation of a ray of light, is not continuously distributed over steadily increasing spaces, but it consists of a finite number of photon|energy quanta localised at points in space, moving without dividing and capable of being absorbed or generated only as entities.
Гипотеза объяснения фотоэффекта дискретностью энергии, состоящей из квантов, может быть непосредственно применена и к черному телу.
Представление о световых квантах противоречило волновой теории света (уравнения Джеймса Клерка Максвелла для электромагнитного взаимодействия).

A profound formal difference exists between the theoretical concepts that physicists have formed about gases and other ponderable bodies, and Maxwell's theory of electromagnetic processes in so-called empty space. While we consider the state of a body to be completely determined by the positions and velocities of an indeed very large yet finite number of atoms and electrons, we make use of continuous spatial functions to determine the electromagnetic state of a volume of space, so that a finite number of quantities cannot be considered as sufficient for the complete determination of the electromagnetic state of space.
... [this] leads to contradictions when applied to the phenomena of emission and transformation of light.

According to the view that the incident light consists of energy quanta ..., the production of cathode rays by light can be conceived in the following way. The body's surface layer is penetrated by energy quanta whose energy is converted at least partially into kinetic energy of the electrons. The simplest conception is that a light quantum transfers its entire energy to a single electron ....
Эйнштейн заметил, что фотоэлектрический эффект зависит от длины волны и, следовательно, от частоты света. При слишком низкой частоте даже интенсивный свет не приводил к испусканию электронов. Однако, как только была достигнута определённая частота, даже свет низкой интенсивности производил электроны. Он сравнил это с гипотезой Планка о том, что свет может излучаться только в виде пакетов энергии, определяемой как hf, где h — постоянная Планка, а f — частота. Затем он постулировал, что свет распространяется пакетами, энергия которых зависит от частоты, и, следовательно, только свет выше определённой частоты может принести достаточно энергии для освобождения электрона.
Даже после того, как эксперименты подтвердили точность уравнений Эйнштейна для фотоэффекта, его объяснение не было общепринятым. Нильс Бор в своей Нобелевской речи 1922 года заявил: «Гипотеза квантов света не способна пролить свет на природу излучения».
К 1921 году, когда Эйнштейну была присуждена Нобелевская премия за его работу по фотоэффекту, некоторая часть физиков согласилась с тем, что уравнение ({\displaystyle hf=\Phi +E_{k}}) было правильным, и световые кванты были возможны. В 1923 году эксперимент Артура Комптона по рассеянию рентгеновских лучей способствовал принятию этой формулы большей частью научного сообщества. Теория световых квантов была убедительным индикатором корпускулярно-волнового дуализма, фундаментального принципа квантовой механики.

### Броуновское движение
Статья "Über die von der molekularkinetischen Theorie der Wärme geforderte Bewegung von in ruhenden Flüssigkeiten suspendierten Teilchen " («О движении малых частиц, взвешенных в неподвижной жидкости, как того требует молекулярно-кинетическая теория тепла»), опубликованная 18 июля, описала стохастическую модель броуновского движения.

In this paper it will be shown that, according to the molecular kinetic theory of heat, bodies of a microscopically visible size suspended in liquids must, as a result of thermal molecular motions, perform motions of such magnitudes that they can be easily observed with a microscope. It is possible that the motions to be discussed here are identical with so-called Brownian molecular motion; however, the data available to me on the latter are so imprecise that I could not form a judgment on the question...
Эйнштейн вывел выражения для среднеквадратичного смещениячастиц. Используя кинетическую теорию газов, которая в то время вызывала споры, Эйнштейн предоставил эмпирические доказательства реальности атома. Это также придало достоверности статистической механике, которая в то время также вызывала споры. До этой статьи физики и химики спорили, являются ли атомы реальными объектами. Статистические рассуждения Эйнштейна о поведении атомов дали экспериментаторам возможность подсчитывать атомы, глядя в обычный микроскоп. Вильгельм Оствальд, один из лидеров антиатомной школы, позже сказал Арнольду Зоммерфельду, что в существовании атомов его убедили только результаты последующих экспериментов Жана Перрена по броуновскому движению.

### Специальная теория относительности
«Zur Elektrodynamik bewegter Körper» («Об электродинамике движущихся тел»), третья статья Эйнштейна, была получена 30 июня и опубликована 26 сентября 1905 года. В статье согласовываются уравнения Максвелла для электричества и магнетизма с законами механики. В механику, близкую к скорости света, были внесены серьёзные изменения. Статья приобрела известность как специальная теория относительности Эйнштейна.
В статье упоминаются имена таких физиков, как: Исаак Ньютон, Джеймс Клерк Максвелл, Генрих Герц, Кристиан Доплер и Хендрик Лоренц. Ссылок на другие публикации в ней нет, хотя многие из идей уже были опубликованы другими учёными, о чём упомянуто в истории специальной теории относительности. Статья Эйнштейна согласовывает время, расстояние, массу и энергию сэлектромагнетизмом, но не учитывает силу гравитации.
В то время было известно, что уравнения Максвелла применительно к движущимся телам приводят к асимметриям (проблема движущегося магнита и проводника) и что обнаружить какое-либо движение Земли относительно «световой среды» не удалось (то есть не удалось обнаружить наличие эфира). Эйнштейн выдвигает два постулата для объяснения этих наблюдений:
- принцип относительности, который гласит, что законы физики (электродинамики, оптики, механики) остаются неизменными для любой неускоряющейся системы отсчета (инерциальной системой отсчета)
- скорость света имеет одно и то же значение во всех системах отсчета, независимо от состояния движения излучающего тела.

Специальная теория относительности согласуется с результатом эксперимента Майкельсона-Морли, не обнаружившем среду проводимости (или эфир) для световых волн, в отличие от других известных волн, которым требуется среда (вода или воздух). Эйнштейн, возможно не знавший об этом эксперименте, подтвердил выводы этого эксперимента:

Examples of this sort, together with the unsuccessful attempts to discover any motion of the earth relatively to the "light medium", suggest that the phenomena of electrodynamics as well as of mechanics possess no properties corresponding to the idea of absolute rest.
Скорость света фиксирована и, следовательно, не зависит от движения наблюдателя. Это было невозможно в рамках ньютоновской классической механики. Эйнштейн утверждает это положение в следующей цитате:

the same laws of electrodynamics and optics will be valid for all frames of reference for which the equations of mechanics hold good. We will raise this conjecture (the purport of which will hereafter be called the "Principle of Relativity") to the status of a postulate, and also introduce another postulate, which is only apparently irreconcilable with the former, namely, that light is always propagated in empty space with a definite velocity c which is independent of the state of motion of the emitting body. These two postulates suffice for the attainment of a simple and consistent theory of the electrodynamics of moving bodies based on Maxwell's theory for stationary bodies. The introduction of a "luminiferous ether" will prove to be superfluous in as much as the view here to be developed will not require an "absolutely stationary space" provided with special properties, nor assign a velocity-vector to a point of the empty space in which electromagnetic processes take place.

The theory ... is based—like all electrodynamics—on the kinematics of the rigid body, since the assertions of any such theory have to do with the relationships between rigid bodies (systems of co-ordinates), clocks, and electromagnetic processes. Insufficient consideration of this circumstance lies at the root of the difficulties which the electrodynamics of moving bodies at present encounters.
Ранее Джордж Фитцджеральд в 1889 г. и Лоренц в 1892 г. независимо друг от друга предлагали, что результат эксперимента Майкельсона — Морли можно объяснить, если движущиеся тела сжимаются в направлении их движения. Некоторые из основных уравнений статьи, преобразования Лоренца, были опубликованы Джозефом Лармором (1897, 1900), Хендриком Лоренцем (1895, 1899, 1904) и Анри Пуанкаре (1905) в ходе развития статьи Лоренца от 1904 года. Представление Эйнштейна отличалось от объяснений, данных Фитцджеральдом, Лармором и Лоренцем, но во многих отношениях было похоже на формулировку Пуанкаре (1905).
Его объяснение вытекает из двух аксиом. Во-первых, это идея Галилея о том, что законы природы должны быть одинаковыми для всех наблюдателей, движущихся с постоянной скоростью друг относительно друга. Эйнштейн пишет,

The laws by which the states of physical systems undergo change are not affected, whether these changes of state be referred to the one or the other of two systems of co-ordinates in uniform translatory motion.
Вторая аксиома утверждала неизменность скорости света:

Any ray of light moves in the "stationary" system of co-ordinates with the determined velocity c, whether the ray be emitted by a stationary or by a moving body.
Теория, называемая теперь специальной теорией относительности, отличает её от его более поздней общей теории относительности, которая считает всех наблюдателей эквивалентными. Специальная теория относительности удивительно быстро получила широкое признание, подтвердив замечание Эйнштейна о том, что она «созрела для открытия» в 1905 году.
Улучшенная математическая формулировка теории Германом Минковским в 1907 году способствовала признанию теории. Теория была подкреплена постоянно растущим объёмом подтверждающих её экспериментальных данных.

### Массово-энергетическая эквивалентность
21 ноября Annalen der Physik опубликовал четвертую статью (получена 27 сентября) «Ist die Trägheit eines Körpers von seinem Energieinhalt abhängig?» («Зависит ли инерция тела от содержания в нём энергии?»). В статье Эйнштейн вывел, возможно, самое известное из всех уравнений, отображающее эквивалентность массы и энергии: E = mc2.
Эйнштейн считал уравнение эквивалентности первостепенным, поскольку оно показывало, что массивная частица обладает энергией, «энергией покоя», отличной от её классической кинетической и потенциальной энергий. Базисом для статьи послужили исследованияДжеймса Клерка Максвелла и Генриха Рудольфа Герца и аксиомы относительности. Эйнштейн утверждал:

The results of the previous investigation lead to a very interesting conclusion, which is here to be deduced.
The previous investigation was based "on the Maxwell–Hertz equations for empty space, together with the Maxwellian expression for the electromagnetic energy of space ..."

The laws by which the states of physical systems alter are independent of the alternative, to which of two systems of coordinates, in uniform motion of parallel translation relatively to each other, these alterations of state are referred (principle of relativity).
Уравнение устанавливает, что энергия покоящегося тела (E) равна его массе (m), умноженной на скорость света (c) в квадрате, или E = mc2.

If a body gives off the energy L in the form of radiation, its mass diminishes by L/c2. The fact that the energy withdrawn from the body becomes energy of radiation evidently makes no difference, so that we are led to the more general conclusion that
The mass of a body is a measure of its energy-content; if the energy changes by L, the mass changes in the same sense by L/(9 × 1020), the energy being measured in ergs, and the mass in grammes.
...

If the theory corresponds to the facts, radiation conveys inertia between the emitting and absorbing bodies.

## Память
Международный союз чистой и прикладной физики (IUPAP) решил отметить 100-летие публикаций Эйнштейна в 1905 году как Всемирный год физики 2005, это решение впоследствии было одобрено Организацией Объединённых Наций.